# باشگاه فوتبال بلاوبلیتز آکیتا
باشگاه فوتبال بلاوبلیتز آکیتا ژاپنی: ブラウブリッツ秋田 باشگاه فوتبالی در شهر استان آکیتا، ژاپن است که در جی‌لیگ ۲ بازی می‌کند. این باشگاه در سال ۱۹۶۵ میلادی پایه‌گذاری شده است.